# Hereford F.C.
Hereford F.C. er en engelsk fodboldklub hjemmehørende i byen Hereford, England. Klubben spiller i National League North og blev grundlagt i 2014 efter Hereford United F.C. var gået konkurs. Klubben har hjemmebane på Edgar Steet.